# زبان اووین

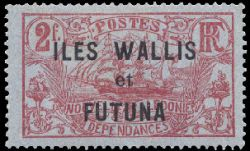
نمایی از یک‌نوع تمبر پستی در جزیره والیس - ۱۹۲۰

والیسیان یا «اووی» (والیزیایی: Fakaʻuvea)، یک زبان پلینزیایی است که در جزیره والیس صحبت می‌شود. این زبان همچنین به عنوان اووین شرقی شناخته می شود تا آن را از زبان اووین غربی که در جزیره دورتر اووئا در نزدیکی کالدونیای جدید صحبت می‌شود متمایز کند.